# Schlotheimia tomentosa
Schlotheimia tomentosa là một loài rêu trong họ Orthotrichaceae. Loài này được Thér. mô tả khoa học đầu tiên năm 1929.